# Lokomotiva 434.2
Řada 434.2 ČSD je čtyřspřežní nákladní lokomotiva bývalých Československých státních drah, která vznikla přestavbou sdružené lokomotivy řady 170 kkStB na dvojčitou s přehřívačem.

## Vznik a vývoj
Po první světové válce připadlo po rozpadu Rakouska-Uherska Československu i 306 lokomotiv řady 170. ČSD si pořídily ještě dalších 71 strojů této řady. Ačkoliv šlo v době jejich vzniku o vynikající lokomotivy, po více než dvaceti letech se již ve srovnání s novějšími lokomotivami na přehřátou páru jevily jako nehospodárné. ČSD se proto rozhodly pro jejich rekonstrukci.
V letech 1924–1925 provedla První Českomoravská rekonstrukci strojů 170.11 68, 101, 107, 91, 102, 217, 74 a 157). Od roku 1930 pak pokračovaly rekonstrukce dalších strojů, tentokrát ale již ve vlastních dílnách ČSD – především v Lounech, dále v Nymburce a v Plzni.
V roce 1938 předaly ČSD s výtopnami v obsazeném pohraničí i 80 lokomotiv této řady DR – ty je označily řadou 56.36. Za války rekonstrukce ještě pokračovaly, v letech 1939 – 1944 bylo zrekonstruováno 67 lokomotiv. Po roce 1945 následovalo posledních 12 rekonstrukcí, které skončily v listopadu 1951 předáním 434.2341. Celkem bylo rekonstruováno 345 lokomotiv.
Lokomotivy prošly ještě jednou vlnou rekonstrukcí, kdy jim byly dosazovány sklopné rošty, odklápěcí dna popelníků, elektrické osvětlení a na 127 strojů byla dosazena dyšna Giesl.

## Popis
Rekonstrukce se týkala především lokomotivního kotle a parního stroje. V kotli bylo změněno uspořádání trubek – nově se zde nacházelo 19 žárnic a 110 kouřovek. Celková výhřevná plocha se zmenšila na 162,9 m², malotrubnatý přehřívač měl plochu 77,3 m². Parametry skříňového kotle zůstaly zachovány. Lokomotiva dostala novou dýmnici o délce 1627 mm, takže uzávěr dýmničních dveří přesahoval před rovinu čelníku a přítokové roury k válcům byly nápadně vyhnuté dozadu, což bylo charakteristickým znakem této řady. Regulátor v prvním parním dómu byl ventilový, komín litinový s obrubou, za ním se nacházela nasávací záklopka vyrovnávače tlaků.
Parní stroj byl rekonstruován na dvojčitý, válcová šoupátka o průměru 250 mm měla vnitřní vstup páry. Dvoupravítkový křižák zůstal, protikliky byly přetočeny, takže dobíhaly. Kola dostala obruče síly 75 mm.
Dále se na lokomotivy dosazovaly napáječe na výfukovou páru a po roce 1935 i tlaková brzda. U rekonstrukcí od roku 1939 byl použit velkotrubnatý přehřívač a s tím souvisela i změna uspořádání trubek v kotli – nově zde bylo 90 žárnic a 33 kouřovek. Výhřevná plocha kotle dále klesla na 155,3 m², plocha přehřívače na 38,3 m².
Výkon lokomotivy stoupl uvedenými úpravami z původních cca 1100 na 1350–1400 koní. Lokomotivy utáhly na rovině vlak o hmotnosti 1400 t rychlostí 58 km/h, na stoupání 5 ‰ 600 t rychlostí 51 km/h a stejnou hmotnost na sklonu 10 ‰ rychlostí 30 km/h.

## Zachované lokomotivy

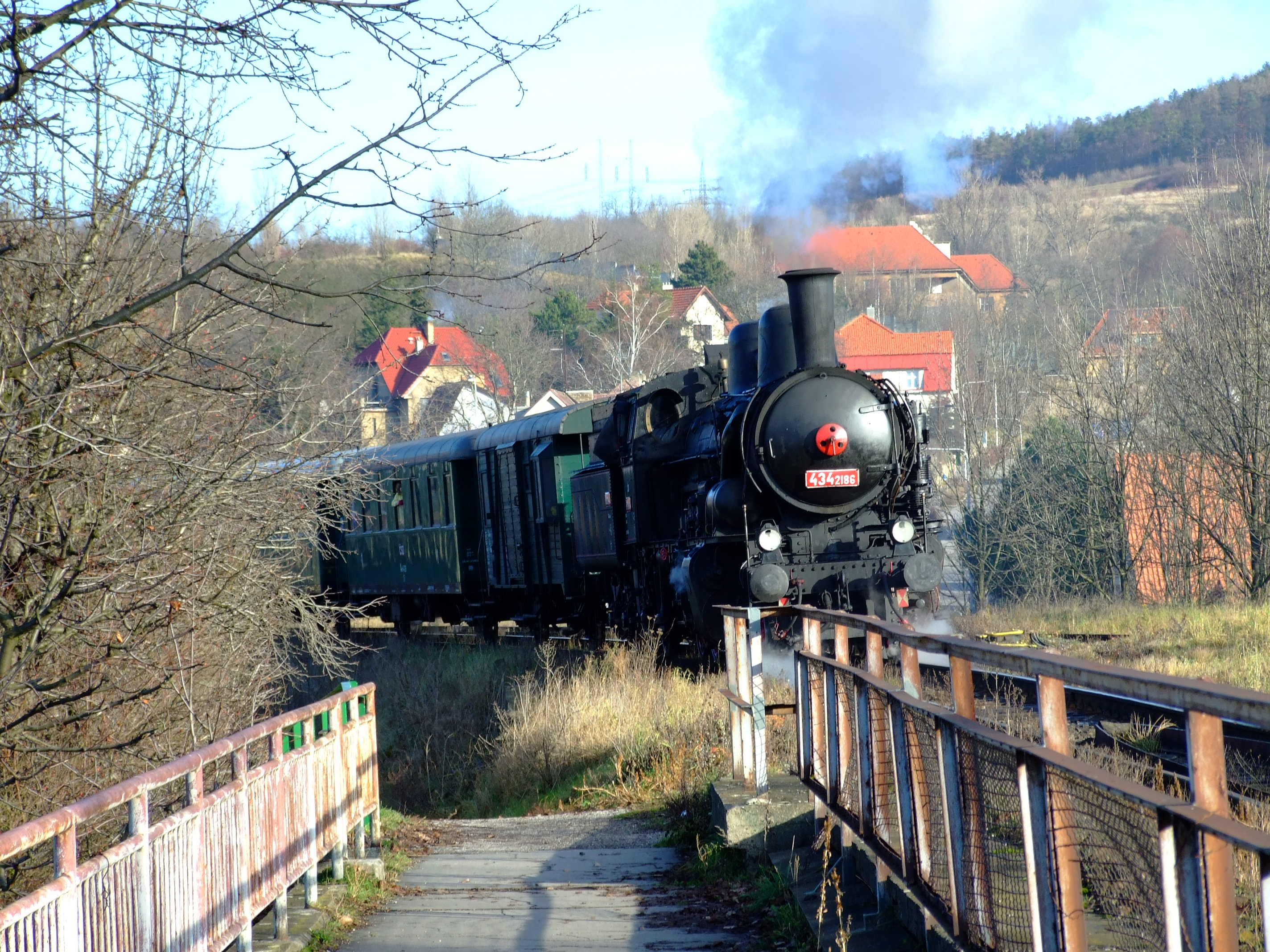
434.2186 v Berouně

- 434.2218+516.071 KHKD – ve vystavovatelném stavu[1]
- 434.2315+516.098 KHKD – v opravě do provozního stavu[2]
- 434.2298+516.0657 ve sbírkách Národního technického muzea
- 434.2186+516.024 ČD, v opravě do provozního stavu,[3] depo Muzeum ČD DHV Lužná u Rakovníka, v péči LD Praha-Vršovice, od března 2020 opět provozní[4]
- 434.2338+818.0116 (s dyšnou Giesl) na Slovensku – v opravě do provozního stavu, od roku 2023 provozní[5]